# جام حذفی فوتبال لتونی
 جام حذفی فوتبال لتونی (به لتونیایی: Latvijas kauss) مسابقاتی است که به صورت حذفی در کشور لتونی از سال ۱۹۳۷ تاکنون برگزار می‌شود.
باشگاه فوتبال اسکونتو با ۸ قهرمانی پرافتخارترین تیم این سری مسابقات به حساب می‌آید.

## پرافتخارترین باشگاه‌ها
| باشگاه        | قهرمانی |
| ------------- | ------- |
| اسکونتو       | ۸       |
| اف‌کی ونتسپیلس | ۵       |
| آرای‌اف یلگاوا | ۲       |